# Ривкин, Борис Миронович
Бори́с Миро́нович Ри́вкин (19 ноября 1919, Чернигов, — 4 декабря 2004, Ростов-на-Дону) —  генерал- майор авиации. Командир эскадрильи 54-го гвардейского истребительного авиационного полка 1-й гвардейской истребительной авиационной дивизии 16-й воздушной армии Центрального фронта, гвардии капитан, Герой Советского Союза (1943). Заслуженный военный лётчик СССР (1968).

## Биография
Родился 19 ноября 1919 года в Чернигове. Еврей. Окончил среднюю школу № 2 имени А. П. Чехова в Таганроге, школу фабрично-заводского ученичества в Москве. Работал слесарем на автозаводе «ЗИЛ», окончил аэроклуб.
В Красной Армии — с 1937 года. В 1938 году окончил Борисоглебскую авиационную школу лётчиков. Весной 1943 года Б. Ривкин был назначен командиром эскадрильи 54-го гвардейского истребительного авиаполка (1-я гвардейская истребительная авиационная дивизия, 16-я воздушная армия, Центральный фронт), участвовал в воздушных боях на Курском направлении. К моменту окончания Курской битвы совершил 176 успешных боевых вылетов. В девяти воздушных боях сбил 11 самолётов противника сам и 3 самолёта в группе. Член ВКП(б) с 1943 года.
После окончания войны Б. Ривкин до 1975 года служил на командных должностях в ВВС СССР. Окончил Военно-воздушную академию имени Ю. А. Гагарина в 1960 году. В период с 1963 года по 1968 год — начальник Ейского высшего военного авиационного училища лётчиков. Ушёл в отставку в звании генерал-майора авиации.
Жил в Ростове-на-Дону.
Умер 4 декабря 2004 года, похоронен на Аллее Героев Северного кладбища Ростова-на-Дону.

## Память
- После войны на «ЗИЛе» открылся музей трудовой и боевой славы автозаводцев.
- Имя Бориса Мироновича Ривкина навечно вписано в историю московского завода.
- В Кировском районе Ростова-на-Дону по адресу: Социалистическая улица, 147/149 — Ривкину Борису Мироновичу была установлена памятная доска[3].

Могила Ривкина на Северном кладбище Ростова-на-Дону
Памятная доска в Ростове-на-Дону
Памятная доска

## Награды
- Указом Президиума Верховного Совета СССР от 24 августа 1943 года за образцовое выполнение боевых заданий командования на фронте борьбы с немецко-фашистскими захватчиками и проявленные при этом мужество и героизм, гвардии капитану Ривкину Борису Мироновичу присвоено звание Героя Советского Союза с вручением ордена Ленина и медали «Золотая Звезда» (№ 1743).
- Трижды кавалер ордена Красного Знамени, дважды кавалер ордена Отечественной войны 1 степени, кавалер орденов Красной Звезды и Александра Невского. Награждён орденом «За службу Родине в Вооружённых Силах СССР» 3-й степени и медалями, в числе которых «За победу над Германией в Великой Отечественной войне 1941—1945 гг.», медаль «За оборону Сталинграда».